# جبل قرينيس
جبل قرينيس هو أحد الجبال البازلتية المشهورة التي لم تجرفها سيول العصر الجليدي في رمان الأسمر شرق هضبة الديرع ، ويقع في قرية سراء جنوب مدينة حائل 50 كم بالسعودية،